# Аксёново (Луховицкий район)
Аксёново — деревня в Головачёвском сельском поселении Луховицкого муниципального района Московской области, находится в 121 километре от Москвы по автомобильной дороге.
На территории деревни находится железнодорожная платформа «142 км» Рязанского направления Московской железной дороги.
Почтовая связь осуществляется отделением г. Луховицы (индекс 140500).
В деревне имелась школа.

## Население
| 2002 | 2006 | 2010 |
| ---- | ---- | ---- |
| 401  | ↘399 | ↘389 |